# غريغ واشبورن
غريغ واشبورن (بالإنجليزية: Greg Washburn)‏ هو لاعب كرة قاعدة أمريكي، ولد في 3 ديسمبر 1946 في كال سيتي في الولايات المتحدة.